# کارامینو
کارامینو (به لاتین: Karamino) یک منطقهٔ مسکونی در روسیه است که در استان آرخانگلسک واقع شده‌است.